# Rétrognathisme

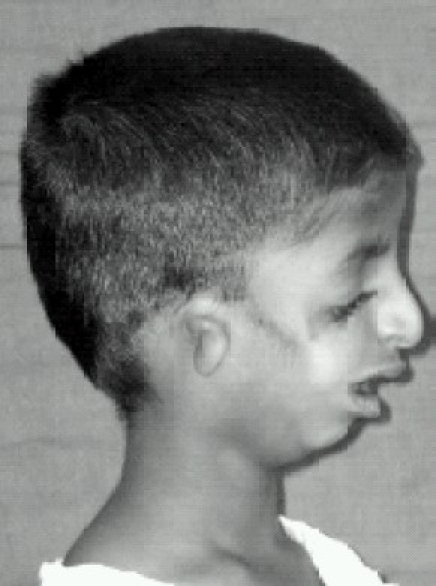
Rétrognathisme chez un patient atteint du syndrome de Treacher-Collins

Le rétrognathisme (venant du latin retro, en arrière et du grec ancien γνάθος / gnathos, mâchoire) est une déformation de la mâchoire qui semble rejetée en arrière quand elle est observée de profil. Le phénomène inverse est le prognathisme.
Une chirurgie orthognathique est généralement recommandée à la suite d'un traitement orthodontique.